# Rovagnate
Rovagnate är en ort och frazione i kommunen La Valletta Brianza i provinsen Lecco i regionen Lombardiet i Italien. 
Rovagnate upphörde som kommun den 30 januari 2015 och bildade med den tidigare kommunen Perego den nya kommunen La Valletta Brianza. Den tidigare kommunen hade 2 940 invånare (2014).